# Міністерство аграрної політики та продовольства України
Міністерство аграрної політики та продовольства України (Мінагрополітики України) — колишнє міністерство, центральний орган виконавчої влади України. Утворене 9 грудня 2010 року шляхом реорганізації Міністерства аграрної політики України.
Мінагрополітики відновлене у своїй діяльності постановою Кабінету Міністрів України № 1344 від 28 грудня 2020 року.
24 березня 2022 року Верховна Рада України призначила Миколу Сольського Міністром аграрної політики та продовольства України. За це рішення проголосували 294 депутати. 
Діяльність міністерства спрямовується і координується Кабінетом Міністрів України.
Постановою Кабінету Міністрів України від 21 липня 2025 року було ліквідоване із передачею його функцій до Міністерства економіки, довкілля та сільського господарства України.

## Основні завдання
Основні завдання міністерства:
- Формує та реалізує державну аграрну політику, державну політику у сферах сільського господарства та з питань продовольчої безпеки держави, охорони прав на сорти рослин, тваринництва, рослинництва, розвитку сільських територій, садівництва, виноградарства, виноробства, хмелярства, харчової і переробної промисловості (далі — сфери агропромислового виробництва), технічну політику у сфері агропромислового комплексу та машинобудування для агропромислового комплексу, сільського розвитку, розвитку фермерства, сільськогосподарської кооперації, сільськогосподарської дорадчої діяльності, моніторингу та родючості ґрунтів на землях сільськогосподарського призначення, насінництва та розсадництва;
- Формує та реалізує державну політику у сферах рибного господарства та рибної промисловості, охорони, використання та відтворення водних біоресурсів, здійснює регулювання рибальства та безпеки мореплавства суден флоту рибного господарства, у сфері топографо-геодезичної і картографічної діяльності, земельних відносин, землеустрою, у сфері Державного земельного кадастру, державного нагляду (контролю) в агропромисловому комплексі в частині дотримання земельного законодавства, використання та охорони земель усіх категорій і форм власності, родючості ґрунтів;
- Формує та реалізує державну політику у сфері національної інфраструктури геопросторових даних;
- Формує та реалізує державну політику у сфері нагляду (контролю) у системі інженерно-технічного забезпечення та інноваційного розвитку агропромислового комплексу;
- Формує та реалізує державну політику у сфері меліорації земель та експлуатації державних водогосподарських об’єктів комплексного призначення, міжгосподарських зрошувальних і осушувальних систем.

Мінагрополітики у своїй діяльності керується Конституцією та законами України, указами Президента України та постановами Верховної Ради України, прийнятими відповідно до Конституції та законів України, актами Кабінету Міністрів України, іншими актами законодавства. 

## Історія
Предтечею Міністерства аграрної політики та продовольства України був Генеральний секретаріат земельних справ, створений 15 червня 1917 року у рамках Уряду Центральної Ради на чолі з Володимиром Винниченком. Першим очільником відомства став Б. Мартос. Територіально воно розміщувалося у Києві по вул. Володимирській, 19. У різні періоди існування Центральної Ради посаду Генерального секретаря земельних справ, крім Б. Мартоса, обіймали М. Савченко-Більський, Б. Зарудний та ін.
22 січня 1918 року Генеральне секретарство земельних справ було перейменовано у Міністерство земельних справ, яке мало ті ж самі повноваження і функції, але більш розширену структуру. Першим міністром став М. М. Ковалевський.
На початкових етапах існування радянської влади керівництво галузевим виробництвом здійснювала спеціальна Земельна Комісія при Всеукраїнському ревкомітеті, яку згодом, із 20 лютого 1920 року, була трансформована у Народний комісаріат землеробства України. Починаючи з 1923 року, Комісаріат остаточно взяв на себе функції координатора-господаря на селі як у питаннях виробництва, так і науково-освітнього забезпечення. Законодавчо відповідаючи за всі перетворення на селі, цей наркомат, передусім, завдячуючи М. Вольфу, зумів довести необхідність існування плановості всіх важелів народного господарства навіть під час змін ідеології у бік так званого колективізму.
Надалі назва Міністерства еволюціонувала зі змінами, що відбувалися у суспільно-політичному та економічному житті країни, але залишилася незмінною основна теза, закладена ще на початковому етапі становлення відомства, — законодавча відповідальність за всі важелі перетворень стосовно землі та господарювання на ній.
У зв'язку з утворенням незалежної України (1991), на вимогу Конституції України (1996), яка дозволяє приватну власність, у державі було переглянуто норми державного регулювання економіки, змінене аграрну політику, здійснюється аграрна реформа, формуються нові аграрні відносини тощо. На цих підставах було утворено і діє Міністерство аграрної політики України. Відповідно до Указу Президента України Мінагрополітики України реорганізовано в Міністерство аграрної політики та продовольства України, затверджено відповідне Положення про міністерство. В період з 24 березня 2022 по 14 травня 2024 року посаду Міністра обіймав — Сольський Микола Тарасович.

## Структура

### Керівництво
- Міністр аграрної політики та продовольства України — Віталій Коваль[5]
- Перший заступник міністра — Тарас Висоцький
- Заступник міністра — Оксана Осьмачко
- Заступник міністра з питань цифрового розвитку, цифрових трансформацій і цифровізації — Денис Башлик
- Заступник міністра — Віталій Головня (до 18.10.2024)[6]
- Заступник міністра — Маркіян Дмитрасевич
- Заступник міністра — Людмила Шемелинець
- Державний секретар — Віктор Канцурак

### Підпорядковані центральні органи виконавчої влади
- Державна служба України з питань геодезії, картографії та кадастру [Архівовано 6 жовтня 2021 у Wayback Machine.]
- Державне агентство меліорації та рибного господарства України [Архівовано 3 жовтня 2021 у Wayback Machine.]

### Структурні підрозділи
| Патронатна служба Міністра |
| Департамент аграрного розвитку                                                                                                   |
| Управління землеробства, рослинництва та плодоовочівництва                                                                       |
| Відділ землеробства, рослинництва, насінництва та розсадництва                                                                   |
| Відділ реєстрації прав на сорти рослин                                                                                           |
| Відділ виноградарства та виноробства                                                                                             |
| Сектор овочівництва та картоплярства                                                                                             |
| Сектор садівництва та хмелярства                                                                                                 |
| Управління тваринництва та племінної справи                                                                                      |
| Відділ розвитку галузей тваринництва                                                                                             |
| Відділ племінної справи у тваринництві                                                                                           |
| Відділ продовольчої безпеки |
| Сектор розвитку бджільництва |
| Департамент правового забезпечення                                                                                               |
| Відділ представництва інтересів Міністерства в судах та інших органах влади                                                      |
| Відділ законопроєктної роботи та взаємодії з ВРУ                                                                                 |
| Відділ експертизи нормативних актів та взаємодії з КМУ                                                                           |
| Відділ правового забезпечення та договірної роботи                                                                               |
| Департамент управління персоналом                                                                                                |
| Відділ роботи з персоналом апарату Міністерства                                                                                  |
| Відділ організації добору персоналу                                                                                              |
| Відділ роботи з керівниками установ і підприємств та розвитку соціально-трудових відносин                                        |
| Відділ професійного розвитку, оцінювання ефективності та нагородження                                                            |
| Фінансово-економічний департамент                                                                                                |
| Відділ бюджетного планування та фінансування                                                                                     |
| Відділ податкової політики, кредитування та агрострахування                                                                      |
| Відділ фінансово-економічної діяльності бюджетних установ та державних підприємств, що належать до сфери управління Міністерства |
| Відділ моніторингу та контролю за державною підтримкою                                                                           |
| Відділ аналізу та моніторингу аграрного ринку                                                                                    |
| Відділ прогнозування аграрного сектору економіки                                                                                 |
| Управління аграрної інфраструктури                                                                                               |
| Відділ з розвитку підприємництва                                                                                                 |
| Відділ з розвитку інфраструктури                                                                                                 |
| Сектор з органічного виробництва                                                                                                 |
| Управління бухгалтерського обліку та господарського забезпечення                                                                 |
| Відділ бухгалтерського обліку та звітності                                                                                       |
| Відділ управління майном та матеріально-технічного забезпечення                                                                  |
| Сектор тендерних закупівель |
| Управління комунікаційної політики та організаційного забезпечення                                                               |
| Відділ інформаційно-аналітичного забезпечення роботи Міністерства та взаємодії з центральними органами виконавчої влади          |
| Відділ взаємодії із засобами масової інформації, зв’язків із громадськістю та медіааналізу                                       |
| Управління міжнародної політики                                                                                                  |
| Відділ супроводження проєктів міжнародної торгової діяльності                                                                    |
| Відділ співробітництва з іноземними країнами та міжнародного протоколу                                                           |
| Управління регулювання аграрних ресурсів                                                                                         |
| Відділ регулювання земельних відносин                                                                                            |
| Відділ з питань меліорації та зрошення                                                                                           |
| Сектор регулювання рибного господарства та рибної промисловості                                                                  |
| Управління розвитку цифрових трансформацій в аграрному секторі економіки                                                         |
| Відділ впровадження цифрових сервісів, захисту інформації та ведення державних реєстрів                                          |
| Відділ кібербезпеки та адміністрування баз даних                                                                                 |
| Відділ документообігу та контролю                                                                                                |
| Відділ забезпечення діяльності заступників Міністра                                                                              |
| Відділ роботи зі зверненнями громадян та доступу до публічної інформації                                                         |
| Сектор науково-освітнього забезпечення та інновацій                                                                              |
| Сектор ІТ забезпечення апарату Міністерства                                                                                      |
| Сектор внутрішнього аудиту |
| Сектор забезпечення діяльності Державного секретаря                                                                              |
| Сектор режимно-секретної роботи                                                                                                  |
| Головний спеціаліст з питань запобігання та виявлення корупції                                                                   |

### Наукові установи у сфері управління міністерства
- Вищі навчальні аграрні заклади
- Науково-дослідні установи
- Підвідомчі організації
- Інші заклади Мінагрополітики України

## Соцмережі міністерства
- Facebook-сторінка https://www.facebook.com/mapfu2021
- Telegram-канал: https://t.me/mapfu2022
- Viber: https://invite.viber.com/?g2=AQAA58juq8Nr8U%2BxhMsAgXLIpnGWqGsPRl%2F2mJzdxdE%2FlW45%2B%2BOVEFhqCQqzPmHI